# Speyeria gallatini
Speyeria gallatini är en fjärilsart som beskrevs av Mcdunnough 1929. Speyeria gallatini ingår i släktet Speyeria och familjen praktfjärilar. Inga underarter finns listade i Catalogue of Life.